# Cratere Nestor
Nestor è un cratere sulla superficie di Teti.